# Thomas Enqvist
Thomas Enqvist (Estocolmo, 13 de marzo de 1974) es un extenista sueco, en la década de 1990 permaneció en la élite del tenis mundial. Su máxima posición el ranking la alcanzó en 1999, cuando permaneció durante unas semanas en el número 4. Fue el N.º 1 del mundo júnior en 1991.

## Biografía
Su nombre completo es Karl Johan Thomas Enqvist y nació en Estocolmo el 13 de marzo de 1990. Su padre, Folke, es ingeniero; su madre, Birgitta, es economista. Padrino de la hija del exjugador profesional de la ATP Nicklas Kulti.Empezó a jugar a tenis con cinco años en el Farsta Tennis Klubb en Estocolmo. Después de convertirse en Número Uno junior en Suecia, Thomas ganó el Open de Australia junior y Wimbledon, antes de convertirse en profesional en 1991.
Su mejor momento deportivo como adolescente llegó a los 15 años, cuando jugó con su compatriota y ex número 1 Bjorn Borg. Nombrado Jugador que más ha mejorado del año 1995, por votación de los jugadores de la ATP, tras mejorar del puesto 60 al 7. Tiene un récord de 15 victorias y 11 derrotas en la Copa Davis (15 victorias y 10 derrotas en individuales) en 15 eliminatorias desde 1995.
En 1998, ayudó a Suecia a llegar a la final de la Copa Davis por cuarta vez en cinco años. Ese mismo año fue operado en Estocolmo de una lesión en el tendón de Aquiles de su pie derecho y se sometió a una intervención quirúrgica en el hombro derecho para reparar una lesión por esfuerzo repetitivo. A pesar de sus cirugías, Enqvist consiguió algunas victorias importantes, incluidas victorias sobre los números 1 del mundo Pete Sampras, Juan Carlos Ferrero y Andy Roddick.

## Torneos de Grand Slam

### Finalista en Individuales (1)
| Año  | Campeonato           | Oponente en la final | Resultado en final |
| 1999 | Abierto de Australia | Yevgeny Kafelnikov   | 6-4 0-6 3-6 6-7(1) |

## Títulos (20;19+1)

### Individuales (19)
| Grand Slam (0)         |
| Tennis Masters Cup (0) |
| ATP Masters Series (3) |
| ATP Tour (16)          |

| N.º | Fecha                  | Torneo           | Superficie    | Oponente en la final | Resultado              |
| --- | ---------------------- | ---------------- | ------------- | -------------------- | ---------------------- |
| 1.  | 12 de octubre de 1992  | Bolzano          | Moqueta       | Arnaud Boetsch       | 6-2 1-6 7-6(7)         |
| 2.  | 23 de agosto de 1993   | Schenectady      | Dura          | Brett Steven         | 4-6 6-3 7-6            |
| 3.  | 9 de enero de 1995     | Auckland         | Dura          | Chuck Adams          | 6-2 6-1                |
| 4.  | 20 de febrero de 1995  | Filadelfia       | Moqueta       | Michael Chang        | 0-6 6-4 6-0            |
| 5.  | 8 de mayo de 1995      | Pinehurst        | Tierra batida | Javier Frana         | 6-3 3-6 6-3            |
| 6.  | 14 de agosto de 1995   | Indianápolis     | Dura          | Bernd Karbacher      | 6-4 6-3                |
| 7.  | 6 de noviembre de 1995 | Estocolmo        | Dura          | Arnaud Boetsch       | 7-5 6-4                |
| 8.  | 8 de abril de 1996     | Nueva Delhi      | Dura          | Byron Black          | 6-2 7-6(3)             |
| 9.  | 28 de octubre de 1996  | París Indoor     | Moqueta       | Yevgeny Kafelnikov   | 6-2 6-4 7-5            |
| 10. | 4 de noviembre de 1996 | Estocolmo        | Dura          | Todd Martin          | 7-5 6-4 7-6            |
| 11. | 10 de febrero de 1997  | Marsella         | Dura          | Marcelo Ríos         | 6-4 1-0 retiro         |
| 12. | 2 de febrero de 1998   | Marsella         | Dura          | Yevgeny Kafelnikov   | 6-4 6-1                |
| 13. | 27 de abril de 1998    | Múnich           | Tierra batida | Andre Agassi         | 6-7(4) 7-6(6) 6-3      |
| 14. | 4 de enero de 1999     | Adelaida         | Dura          | Lleyton Hewitt       | 4-6 6-1 6-2            |
| 15. | 25 de octubre de 1999  | Stuttgart Indoor | Dura          | Richard Krajicek     | 6-1 6-4 5-7 7-5        |
| 16. | 8 de noviembre de 1999 | Estocolmo        | Dura          | Magnus Gustafsson    | 6-3 6-4 6-2            |
| 17. | 7 de agosto de 2000    | Cincinnati       | Dura          | Tim Henman           | 7-6(5) 6-4             |
| 18. | 23 de octubre de 2000  | Basilea          | Moqueta       | Roger Federer        | 6-2 4-6 7-6(4) 1-6 6-1 |
| 19. | 11 de febrero de 2002  | Marsella         | Dura          | Nicolas Escudé       | 6-7(4) 6-3 6-1         |

### Finalista en individuales (7)
- 1995: Los Ángeles (pierde ante Michael Stich)
- 1997: Los Ángeles (pierde ante Jim Courier)
- 1998: Filadelfia (pierde ante Pete Sampras)
- 1999: Abierto de Australia (pierde ante Yevgeny Kafelnikov)
- 2000: Adelaida (pierde ante Lleyton Hewitt)
- 2000: Masters de Indian Wells (pierde ante Àlex Corretja)
- 2000: Long Island (pierde ante Magnus Norman)

### Dobles (1)
| Leyenda                |
| Grand Slam (0)         |
| Tennis Masters Cup (0) |
| ATP Masters Series (0) |
| ATP Tour (1)           |

| N.º | Fecha                 | Torneo   | Superficie | Pareja         | Oponentes en la final            | Resultado |
| --- | --------------------- | -------- | ---------- | -------------- | -------------------------------- | --------- |
| 1.  | 16 de febrero de 1997 | Marsella | Dura       | Magnus Larsson | Olivier Delaitre Fabrice Santoro | 6-3 6-4   |

## Clasificación histórica

### Individuales
| Torneo                      | 1989            | 1990            | 1991            | 1992            | 1993            | 1994            | 1995            | 1996            | 1997            | 1998            | 1999 | 2000            | 2001            | 2002            | 2003            | 2004            | 2005            | SR     | W–L    |
| --------------------------- | --------------- | --------------- | --------------- | --------------- | --------------- | --------------- | --------------- | --------------- | --------------- | --------------- | ---- | --------------- | --------------- | --------------- | --------------- | --------------- | --------------- | ------ | ------ |
| Torneos de Grand Slam       |                 |                 |                 |                 |                 |                 |                 |                 |                 |                 |      |                 |                 |                 |                 |                 |                 |        |        |
| Australian Open             | A               | A               | Q2              | 2R              | 1R              | 2R              | 3R              | CF              | 4R              | 2R              | F    | 1R              | A               | 2R              | 1R              | 3R              | 1R              | 0 / 13 | 21–12  |
| French Open                 | A               | A               | A               | A               | 1R              | 1R              | 1R              | 1R              | A               | 3R              | 2R   | 3R              | 4R              | 2R              | 1R              | 3R              | 1R              | 0 / 12 | 11–12  |
| Wimbledon                   | A               | A               | Q1              | A               | 1R              | A               | 1R              | 2R              | A               | 3R              | 3R   | 4R              | CF              | 2R              | 1R              | 3R              | 1R              | 0 / 11 | 15–11  |
| U.S. Open                   | A               | A               | A               | Q1              | 4R              | 3R              | 2R              | 4R              | A               | A               | 1R   | 4R              | 1R              | 3R              | 2R              | 2R              | A               | 0 / 10 | 16–10  |
| Victorias – Derrotas        | 0–0             | 0–0             | 0–0             | 0–1             | 3–4             | 3–3             | 3–3             | 8–4             | 3–1             | 5–3             | 9–4  | 8–4             | 7–3             | 5–4             | 1–4             | 7–4             | 0–3             | 0 / 46 | 63–45  |
| Torneos de Fin de Año       |                 |                 |                 |                 |                 |                 |                 |                 |                 |                 |      |                 |                 |                 |                 |                 |                 |        |        |
| Tennis Masters Cup          | No se clasificó | No se clasificó | No se clasificó | No se clasificó | No se clasificó | No se clasificó | SF              | RR              | DNQ             | DNQ             | RR   | No se clasificó | No se clasificó | No se clasificó | No se clasificó | No se clasificó | No se clasificó | 0 / 3  | 5–4    |
| Grand Slam Cup              | NH              | No fue invitado | No fue invitado | No fue invitado | No fue invitado | No fue invitado | No fue invitado | No fue invitado | No fue invitado | No fue invitado | SF   | Descontinuado   | Descontinuado   | Descontinuado   | Descontinuado   | Descontinuado   | Descontinuado   | 0 / 1  | 1–1    |
| ATP Masters Series          |                 |                 |                 |                 |                 |                 |                 |                 |                 |                 |      |                 |                 |                 |                 |                 |                 |        |        |
| Indian Wells                | NME             | A               | A               | A               | Q1              | A               | 3R              | 2R              | 2R              | CF              | 1R   | F               | 2R              | CF              | 1R              | 1R              | 3R              | 0 / 11 | 16–11  |
| Miami                       | NME             | A               | A               | A               | 1R              | A               | 4R              | 2R              | 2R              | CF              | SF   | 4R              | 3R              | 3R              | 3R              | 1R              | 1R              | 0 / 12 | 15–11  |
| Montecarlo                  | NME             | A               | A               | A               | 1R              | A               | 2R              | 2R              | 2R              | 1R              | 2R   | 2R              | 2R              | 1R              | A               | 1R              | A               | 0 / 10 | 4–10   |
| Roma                        | NME             | A               | A               | A               | A               | A               | A               | 3R              | A               | 1R              | 1R   | 3R              | 2R              | 3R              | 1R              | A               | Q1              | 0 / 7  | 7–7    |
| Hamburgo                    | NME             | A               | A               | A               | 1R              | A               | A               | A               | A               | A               | A    | 2R              | 1R              | 1R              | A               | A               | A               | 0 / 4  | 1–4    |
| Canadá                      | NME             | A               | A               | A               | A               | CF              | SF              | CF              | CF              | A               | 1R   | 3R              | 1R              | 1R              | Q2              | 1R              | A               | 0 / 9  | 13–9   |
| Cincinnati                  | NME             | A               | A               | A               | Q1              | 3R              | SF              | SF              | 2R              | A               | 2R   | G               | 1R              | 3R              | 2R              | 1R              | A               | 1 / 10 | 20–9   |
| Stuttgart (Madrid)          | NME             | A               | 1R              | 3R              | 1R              | 2R              | CF              | 3R              | 2R              | A               | G    | 2R              | CF              | A               | 2R              | Q2              | A               | 1 / 11 | 16–9   |
| Paris                       | NME             | A               | A               | A               | A               | A               | 2R              | G               | SF              | 1R              | 3R   | 2R              | 2R              | A               | A               | 1R              | Q1              | 1 / 8  | 11–7   |
| Victorias – Derrotas        | N/A             | 0–0             | 0–0             | 0–1             | 0–4             | 6–3             | 15–7            | 14–7            | 6–6             | 6–5             | 13–7 | 19–7            | 8–9             | 8–7             | 4–5             | 0–6             | 2–2             | 3 / 82 | 103–77 |
| Clasificación de fin de año | 1103            | 472             | 231             | 63              | 88              | 59              | 7               | 9               | 28              | 22              | 5    | 9               | 24              | 44              | 96              | 72              | 133             | N/A    | N/A    |